# 三口瓶

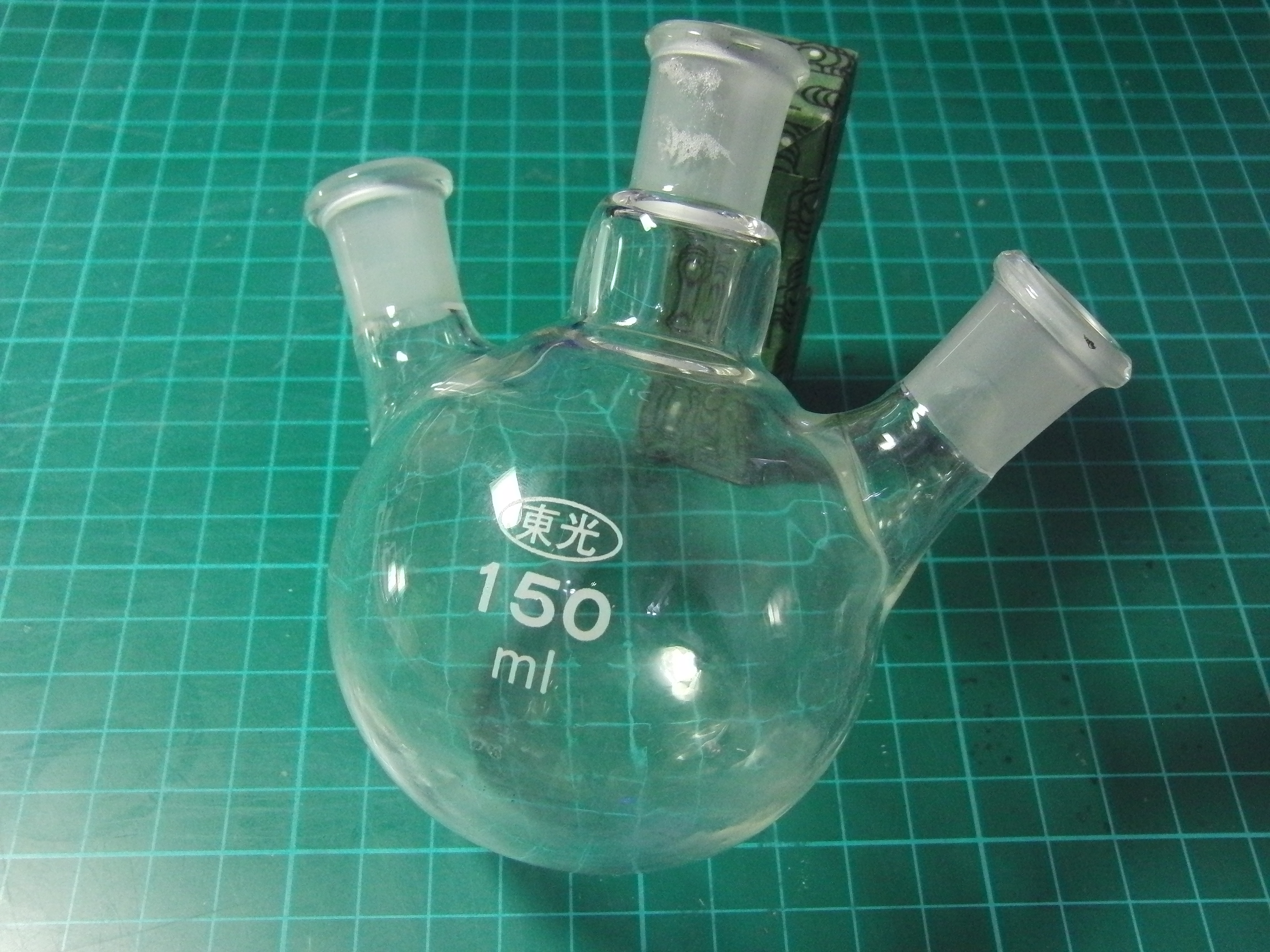
三頸瓶

三頸瓶是實驗室中常用玻璃容器，多用在需要同時處理多樣程序，但又需要在封閉系統中進行的反應。

## 結構
圓型的底，上方開三個頸、口，多以Pyrex玻璃為材料。

## 特性
可接分液漏斗、溫度計、回流管、冷凝管......等等，共三個接口。